# Mirjana Djurić
Pour les articles homonymes, voir Đurić.
Mirjana Djurić est une joueuse de volley-ball serbe née le 14 février 1986 à Belgrade. Elle mesure 1,85 m et joue au poste d'attaquante. 

## Clubs
| Club                     | De        | À         |
| ------------------------ | --------- | --------- |
| Postar 064 Belgrade      | 2001-2002 | 2004-2005 |
| Oregon University        | 2005-2006 | 2005-2006 |
| Florida State University | 2006-2007 | 2008-2009 |
| HPK Naiset               | 2009-2010 | 2009-2010 |
| TVC Amstelveen           | 2010-2011 | 2010-2011 |
| Khimik Youjne            | 2011-2012 | 2011-2012 |
| Rote Raben Vilsbiburg    | 2012-2012 | 2012-2012 |
| Nantes Volley            | 2012-2013 | 2012-2013 |
| Gresik Petrokimia        | jan 2013  | mai 2013  |
| Brøndby VK               | 2013-2014 | 2013-2014 |
| Lyngby Volley            | 2014-2015 | 2014-2015 |
| ŽOK Železničar           | 2016-2017 | 2016-2017 |
| Wisła Warszawa           | 2017-2018 | 2017-2018 |
| OK Spartak Ljig          | 2019-2020 | …         |

## Palmarès

### Clubs
- Supercoupe des Pays-Bas
  - Vainqueur : 2010.
- Championnat de Finlande
  - Finaliste : 2010.
- Championnat d'Ukraine
  - Vainqueur : 2012.
- Coupe d'Allemagne
  - Finaliste : 2012.
- Championnat du Danemark
  - Vainqueur : 2014.
  - Finaliste : 2015.

### Distinctions individuelles
- Championnat d'Europe féminin de volley-ball des moins de 18 ans 2003: Meilleure serveuse.